# Rubus lineatus
Rubus lineatus är en rosväxtart som beskrevs av Caspar Georg Carl Reinwardt. Rubus lineatus ingår i släktet rubusar, och familjen rosväxter. Utöver nominatformen finns också underarten R. l. glabrescens.